# Circonscription de Forrest
La circonscription de Forrest est une circonscription électorale fédérale australienne en Australie-Occidentale. Elle a été créée en 1922 et porte le nom de Sir John Forrest qui fut premier ministre d'Australie-Occidentale et ministre fédéral.
Elle est située à l'angle sud-est de l'État et comprend les localités de Bunbury, Busselton, Capel, Collie, Harvey et Margaret River.
C'est une circonscription sûre pour le Parti libéral. 

## Représentants
| Nom            | Parti        | Période de mandat |
| -------------- | ------------ | ----------------- |
| John Prowse    | Country      | 1922-1943         |
| John Prowse    | Travailliste | 1943–1949         |
| Gordon Freeth  | Libéral      | 1949–1969         |
| Frank Kirwan   | Travailliste | 1969–1972         |
| Peter Drummond | Libéral      | 1972-1987         |
| Geoff Prosser  | Libéral      | 1987-2007         |
| Nola Marino    | Libéral      | 2007–en cours     |

## Résultats des élections
| Parti                            | Parti                        | Candidat                     | Voix    | %      | ±      |
| -------------------------------- | ---------------------------- | ---------------------------- | ------- | ------ | ------ |
|                                  | Libéral                      | Nola Marino                  | 41 006  | 43,12  | −9,36  |
|                                  | Travailliste                 | Bronwen English              | 26 092  | 27,44  | +6,29  |
|                                  | Verts                        | Christine Terrantroy         | 12 780  | 13,44  | +0,60  |
|                                  | Une nation                   | Shane Mezger                 | 5 020   | 5,28   | −0,67  |
|                                  | Grand australien             | Tracy Aitken                 | 2 907   | 3,06   | +3,06  |
|                                  | UAP                          | Helen Allan                  | 2 426   | 2,55   | +0,82  |
|                                  | Australie-Occidentale        | Greg Stephens                | 2 130   | 2,24   | +0,95  |
|                                  | Démocrates libéraux          | Paul Markham                 | 1 577   | 1,66   | +1,66  |
|                                  | Fédération                   | Mailee Dunn                  | 1 152   | 1,21   | +1,21  |
| Total des suffrages exprimés     | Total des suffrages exprimés | Total des suffrages exprimés | 95 090  | 94,78  | +0,42  |
| Votes nuls                       | Votes nuls                   | Votes nuls                   | 5 234   | 5,22   | −0,42  |
| Participation                    | Participation                | Participation                | 100 324 | 88,78  | −2,36  |
| Résultat de préférence bipartite |                              |                              |         |        |        |
|                                  | Libéral                      | Nola Marino                  | 51 625  | 54,29  | −10,29 |
|                                  | Travailliste                 | Bronwen English              | 43 465  | 45,71  | +10,29 |
|                                  | Libéral retenir              | Libéral retenir              | Swing   | −10,29 |        |